# Casbia pallens
Casbia pallens är en fjärilsart som beskrevs av Turner 1947. Casbia pallens ingår i släktet Casbia och familjen mätare. Inga underarter finns listade i Catalogue of Life.